# Saint-Martin-de-Boscherville
Saint-Martin-de-Boscherville là một xã trong vùng hành chính Normandie, thuộc tỉnh Seine-Maritime, quận Rouen, tổng Duclair, Pháp. Tọa độ địa lý của xã là 49° 26' vĩ độ bắc, 00° 57' kinh độ đông. Saint-Martin-de-Boscherville nằm trên độ cao trung bình là 26 mét trên mực nước biển, có điểm thấp nhất là 2 mét và điểm cao nhất là 134 mét. Xã có diện tích 12,91 km², dân số vào thời điểm 1999 là 1.504 người; mật độ dân số là 116 người/km².

## Thông tin nhân khẩu
| 1962 | 1968 | 1975  | 1982  | 1990  | 1999  |
| ---- | ---- | ----- | ----- | ----- | ----- |
| 875  | 970  | 1 191 | 1 389 | 1 551 | 1 504 |

## Các thành phố kết nghĩa
- Hurstpierpoint, Mid Sussex, Anh

## Nhân vật nổi tiếng
- Rudyard Kiplings
- David Hallyday